# Bill Conti
Pour les articles homonymes, voir Conti.
 (janvier 2016).
Si vous disposez d'ouvrages ou d'articles de référence ou si vous connaissez des sites web de qualité traitant du thème abordé ici, merci de compléter l'article en donnant les références utiles à sa vérifiabilité et en les liant à la section « Notes et références ».
William Conti dit Bill Conti (né le 13 avril 1942 à Providence (Rhode Island) est un compositeur italo-américain de musique de film.

## Biographie
Chef d'orchestre à l'âge de 15 ans, Conti commença à composer pour le cinéma en 1973. 
Son premier succès fut, en 1976, la musique du film Rocky, dont le thème Gonna Fly Now deviendra un tube mondialement connu. La saga sera ensuite déclinée en 5 suites, dont Conti signera la musique (à l'exception de Rocky IV). 
Souvent associé aux films de Sylvester Stallone, il devient également le collaborateur régulier du réalisateur, John G. Avildsen, notamment avec la saga des Karaté Kid. 
Artiste éclectique, Bill Conti privilégie souvent une écriture symphonique tout en retenue, avec des thèmes au piano d'une grande efficacité. Il agrémente parfois certaines de ses partitions de touches plus contemporaines (le Disco pour Rocky 2, la Pop américaine pour Karaté Kid) qui peuvent, avec le temps, en faire des œuvres un peu datées mais qui ont le mérite de correspondre à leurs époques. 
Il sait également utiliser avec harmonie des instrumentations plus exotiques, telle la flûte de pan sur la série des Karaté Kid, qui en font des partitions immédiatement identifiables. 
En 1980, il signe la partition du film de John Cassavetes, Gloria et se voit confier le soin de moderniser la musique de la série des James Bond, avec Rien que pour vos yeux en 1981. 
En 1983, il compose la musique de L'Étoffe des héros (œuvre symphonique fortement inspirée des Planètes de Gustav Holst), pour laquelle il remporte l'Oscar de la meilleure musique.*
Pour le film Les Maîtres de l'Univers en 1987, il signe une partition symphonique épique très influencée par le style de John Williams, qui n'est pas sans rappeler les sonorités de Superman et de Star Wars.
En 1988, il est choisi par le distributeur américain du film Le Grand Bleu pour remplacer la musique d'Eric Serra sur la version américaine du film de Luc Besson.
Parallèlement, il travaille pour la télévision, notamment sur le feuilleton Dynastie, et la mini-série Nord et Sud.
Compositeur prolifique au cours des années 1980, les décennies suivantes ne lui donnent guère l'occasion de composer pour le cinéma et, à l'exception de Thomas Crown en 1999, il n'œuvre plus que pour des films la plupart médiocres, ou pour la télévision. 
Il a été pendant de nombreuses années, le directeur musical de la cérémonie des Oscars.

## Filmographie

### Cinéma

#### Longs métrages
- 1969 : Un sudario a la medida de José María Elorrieta
- 1969 : Juliette de Sade de Warren Kiefer
- 1970 : Microscopic Liquid Subway to Oblivion de Roberto Loyola
- 1973 : Les Choses de l'amour (Blume in Love) de Paul Mazursky
- 1974 : Harry et Tonto de Paul Mazursky
- 1976 : Next Stop, Greenwich Village de Paul Mazursky
- 1976 : Rocky de John G. Avildsen
- 1977 : Handle with Care (Citizens Band) de Jonathan Demme
- 1978 : Five Days from Home de George Peppard
- 1978 : Une femme libre (An Unmarried Woman) de Paul Mazursky
- 1978 : F.I.S.T. de Norman Jewison
- 1978 : La Taverne de l'enfer (Paradise Alley) de Sylvester Stallone
- 1978 : The Big Fix de Jeremy Kagan
- 1978 : Slow Dancing in the Big City de John G. Avildsen
- 1978 : Uncle Joe Shannon de Joseph C. Hanwright
- 1979 : Dreamer de Noel Nosseck
- 1979 : Rocky 2 : La Revanche (Rocky II) de Sylvester Stallone
- 1979 : L'Échange (The Swap) de Jordan Leondopoulos (plusieurs scènes de ce film sont issues du film Le Contrat (1969) du même réalisateur)
- 1979 : De l'or au bout de la piste (Goldengirl) de Joseph Sargent
- 1979 : La vie privée d'un sénateur (The Seduction of Joe Tynan) de Jerry Schatzberg
- 1979 : Un homme, une femme et une banque (en) (A Man, a Woman and a Bank) de Noel Black
- 1980 : Gloria de John Cassavetes
- 1980 : La Bidasse (Private Benjamin) de Howard Zieff
- 1980 : La Formule (The Formula) de John G. Avildsen
- 1980 : Five Days from Home de George Peppard
- 1981 : Rien que pour vos yeux (For your eyes only) de John Glen
- 1981 : À nous la victoire (Escape from Victory) de John Huston
- 1981 : Carbon Copy de Michael Schultz
- 1981 : Les Voisins (Neighbors) de John G. Avildsen
- 1982 : J'aurai ta peau (I, the Jury) de Richard T. Heffron
- 1982 : Rocky 3 : L'Œil du tigre (Rocky III) de Sylvester Stallone
- 1982 : Split Image de Ted Kotcheff
- 1982 : That Championship Season de Jason Miller
- 1982 : And They Are Off de Theodore H. Kuhns III
- 1983 : Bad Boys de Rick Rosenthal
- 1983 : L'Étoffe des héros (The Right Stuff) de Philip Kaufman
- 1984 : Faut pas en faire un drame (Unfaithfully Yours) d'Howard Zieff
- 1984 : Karaté Kid (The Karate Kid) de John G. Avildsen
- 1984 : The Bear de Richard C. Sarafian
- 1984 : The Coolangatta Gold de Igor Auzins
- 1984 : Prêchi-prêcha (Mass Appeal) de Glenn Jordan
- 1985 : Touché ! (Gotcha !) de Jeff Kanew
- 1985 : Beer de Patrick Kelly
- 1986 : Nomads de John McTiernan
- 1986 : F/X, effets de choc (F/X) de Robert Mandel
- 1986 : Big Trouble de John Cassavetes
- 1986 : Karaté Kid 2 (The Karate Kid, part II) de John G. Avildsen
- 1986 : The Boss' Wife de Ziggy Steinberg
- 1987 : I Love N.Y. de Gianni Bozzacchi
- 1987 : L'Irlandais (A Prayer for the Dying) de Mike Hodges
- 1987 : Les Maîtres de l'Univers (Masters of the Universe) de Gary Goddard
- 1987 : Happy New Year de John G. Avildsen
- 1987 : Baby Boom de Charles Shyer
- 1987 : Broadcast News de James L. Brooks
- 1988 : Jimmy Reardon de William Richert
- 1988 : Et si on le gardait ? (For Keeps) de John G. Avildsen
- 1988 : Le Grand Bleu de Luc Besson (version américaine)
- 1988 : La Main droite du diable (Betrayed) de Costa-Gavras
- 1988 : Cohen and Tate (en) d'Eric Red
- 1989 : L'Incroyable Défi (Lean on Me) de John G. Avildsen
- 1989 : Karaté Kid 3 (The Karate Kid, part III) de John G. Avildsen
- 1989 : Haute sécurité (Lock up) de John Flynn
- 1990 : A Captive in the Land de John Berry
- 1990 : La Quatrième Guerre (The Fourth War) de John Frankenheimer
- 1990 : Backstreet Dreams (en) de Rupert Hitzig et Jason O'Malley
- 1990 : Rocky 5 (Rocky V) de John G. Avildsen
- 1991 : Year of the Gun de John Frankenheimer
- 1991 : Necessary Roughness de Stan Dragoti
- 1991 : Par l'épée (By the Sword) de Jeremy Paul Kagan
- 1993 : Les princes de la ville (Bound by Honor) de Taylor Hackford
- 1993 : Les Aventures de Huckleberry Finn (The Adventures of Huckleberry Finn) de Stephen Sommers
- 1993 : La Star de Chicago (Rookie of the year) de Daniel Stern
- 1994 : Cœur de champion (8 Seconds) de John G. Avildsen
- 1994 : Miss Karate Kid (The Next Karate Kid) de Christopher Cain
- 1994 : La Révélation (The Scout) de Michael Ritchie
- 1995 : Napoléon en Australie (Napoleon) de Mario Andreacchio
- 1995 : Max zéro malgré lui (Bushwhacked) de Greg Beeman
- 1996 : Agent zéro zéro (Spy Hard) de Rick Friedberg
- 1996 : Entertaining Angels: The Dorothy Day Story de Michael Ray Rhodes
- 1998 : Le Détonateur (Wrongfully Accused) de Pat Proft
- 1998 : Coco, le perroquet (The Real Macaw) de Mario Andreacchio
- 1999 : Thomas Crown (The Thomas Crown Affair) de John McTiernan
- 1999 : Inferno de John G. Avildsen
- 2001 : Tortilla Soup de Maria Ripoll
- 2002 : G de Christopher Scott Cherot
- 2002 : Mafia Love (Avenging Angelo) de Martyn Burke
- 2002 : 2 Birds with 1 Stallone de Bret Carr
- 2003 : Boys on the Run de Pol Cruchten
- 2003 : The Gospel of Lou de Bret Carr
- 2006 : Rocky Balboa de Sylvester Stallone
- 2008 : Hold-Up de Michael Mandell
- 2009 : Moonlight Blade d'Arthur J. Mangano
- 2009 : The Perfect Game de William Dear
- 2010 : Small Town Hero de Lawrence Kopelman
- 2011 : Two Knives de Michael Mandell

#### Courts métrages
- 1976 : Love in the Hamptons de Tom Folino
- 1986 : Niagara: Miracles, Myths and Magic (documentaire)
- 1994 : Yellowstone (documentaire)
- 2001 : FX de Marcos Calandrelli
- 2011 : Man's Man de James Oliver et Nicholas Oliver
- 2016 : Rocky Paper Scissors de Matthew Schwartz

### Télévision

#### Séries télévisées
- 1976 : NBC Special Treat (1 épisode)
- 1980 : Murder Ink
- 1981 : Dynastie (1 épisode)
- 1981 : Cagney et Lacey
- 1981 : Falcon Crest (1 épisode)
- 1983 : Emerald Point N.A.S. (2 épisodes)
- 1984 : L'homme au katana (6 épisodes)
- 1985 : Nord et sud (North and South) (6 épisodes)
- 1986 : Nord et sud II (North and South, Book II) (6 épisodes)
- 1987 : Ohara
- 1987 : Our World (3 épisodes)
- 1989 : Dolphin Cove (1 épisode)
- 1989-1993 : American Gladiators (64 épisodes)

#### Téléfilms
- 1975 : Pacific Challenge (documentaire) de Robert Amram
- 1976 : Carambolages (Smash-Up on Interstate 5) de John Llewellyn Moxey
- 1977 : The Displaced Person de Glenn Jordan
- 1977 : There's Always Room de Robert Moore
- 1977 : A Sensitive, Passionate Man de John Newland
- 1977 : Cellule des condamnés (Kill Me If You Can) de Buzz Kulik
- 1977 : In the Matter of Karen Ann Quinlan de Glenn Jordan
- 1978 : Ring of Passion de Robert Michael Lewis
- 1978 : Le Pirate (The Pirate) de Ken Annakin
- 1979 : The Fantastic Seven de John Peyser
- 1982 : Farrell for the People de Paul Wendkos
- 1983 : The Terry Fox Story de Ralph L. Thomas
- 1989 : Wiesenthal (Murderers Among Us: The Simon Wiesenthal Story) de Brian Gibson
- 1989 : L'espion bionique (Bionic Showdown: The Six Million Dollar Man and the Bionic Woman) de Alan J. Levi
- 1990 : The Operation de Thomas J. Wright
- 1990 : The 62nd Annual Academy Awards (TV Special)
- 1991 : Undercover de Harry Winer
- 1992 : Nails de John Flynn
- 1994 : Golf: The Greatest Game (documentaire)
- 1995 : Whiz Kids (documentaire)
- 1998 : Winchell de Paul Mazursky
- 1999 : 71st Annual Academy Awards Pre-Show (TV Special)
- 2000 : American Tragedy de Lawrence Schiller
- 2003 : Coast to Coast de Paul Mazursky
- 2004 : Judas de Charles Robert Carner
- 2004 : Letting Go de Calvin Hill
- 2006 : The 78th Annual Academy Awards (TV Special)
- 2008 : Role Model: Gene Wilder (documentaire)

## Dédicace de Sylvester Stallone
"Quand j’ai écrit le scénario de Rocky, je voulais une musique passionnée. Je voulais une symphonie d'hommes puissants, de femmes seules, de perdants, d'épaves humaines qui s'écrasent dans la nuit. D'amour. De courage. De dignité – coulée dans le bronze ! »
«Je souhaitais seulement que la musique puisse venir de moi, mais je suis né avec des oreilles de pierre. Bill Conti a serré la main de tout le monde [lors de la première consultation] et ensuite est sorti. Trois semaines plus tard, Conti franchissait la porte avec de la musique sous le bras. »
La musique commença. Je transpirais. Je suis impossible à satisfaire, (pensais-je)... Je n'ai cessé d'applaudir !!!
"Comment cet homme mince comme un lévrier afghan a-t-il pu s'emparer de l'âme de chaque personnage et le mettre en musique ?! Puis je me suis rendu compte... C'EST TOUT SIMPLE !!! Comment aurais-je pu ne pas savoir dès notre première rencontre qu'il était brillant ? Bill Conti... est italien !"

## Ludographie
- 2006 : Le Parrain (The Godfather)